# Dichelobius flavens
Dichelobius flavens är en mångfotingart som beskrevs av Carl Graf Attems 1911. Dichelobius flavens ingår i släktet Dichelobius och familjen fåögonkrypare. Inga underarter finns listade i Catalogue of Life.